# نهر راواس

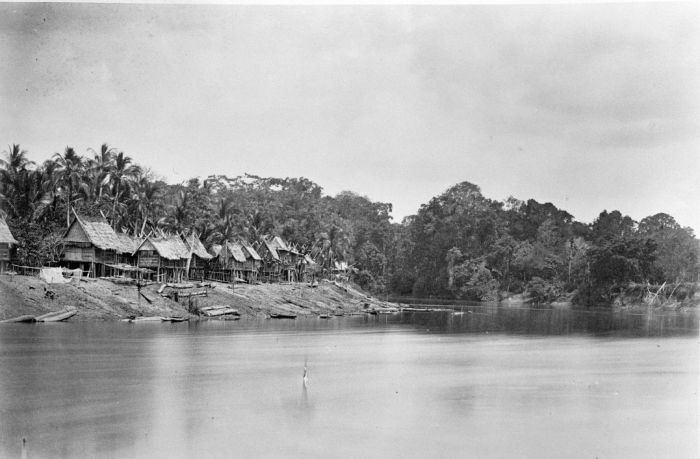
رواس في بيان جيان تيلوك ، حي رواس ، سومطرة

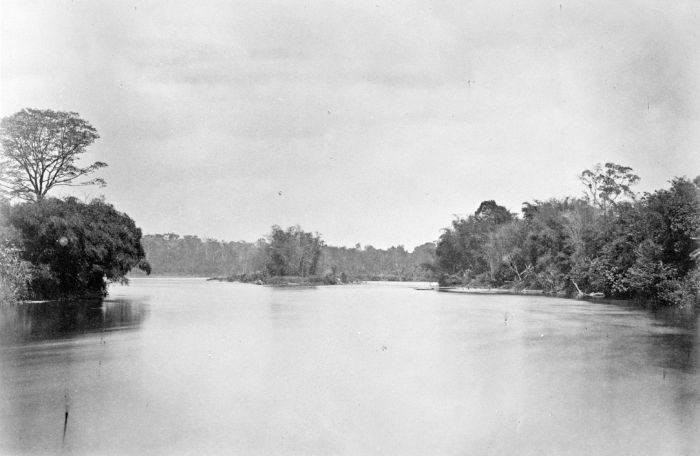
نهر باتانج في منطقة سوراولانجوين ، راواس ، سومطرة

نهر رواس هو نهر في شمال سومطرة ، إندونيسيا. إنه أحد روافد نهر موسي.